# 劳拉·马克思

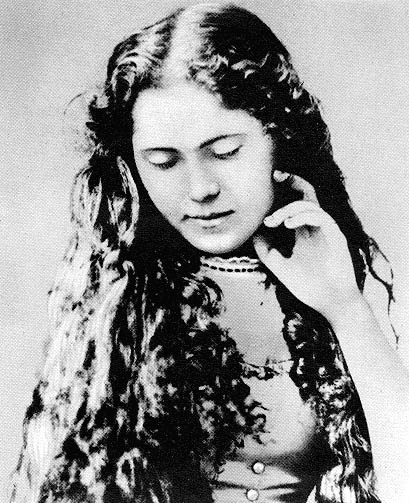
1860年的劳拉·马克思

燕妮·劳拉·马克思（法語：Jenny Laura Marx；1845年9月26日—1911年11月25日）是一位社会主义活动家。她是卡尔·马克思和燕妮·冯·威斯特华伦·马克思的次女，出生于比利时布鲁塞尔。1868年，她与法国革命作家保尔·拉法格结婚；1911年，两人一起注射氢氰酸自杀。